# Ryszard Pietruski
Ryszard Józef Pietruski (ur. 7 października 1922 w Wyszecinie koło Wejherowa, zm. 14 września 1996 w Warszawie) – polski aktor teatralny i filmowy.

## Życiorys

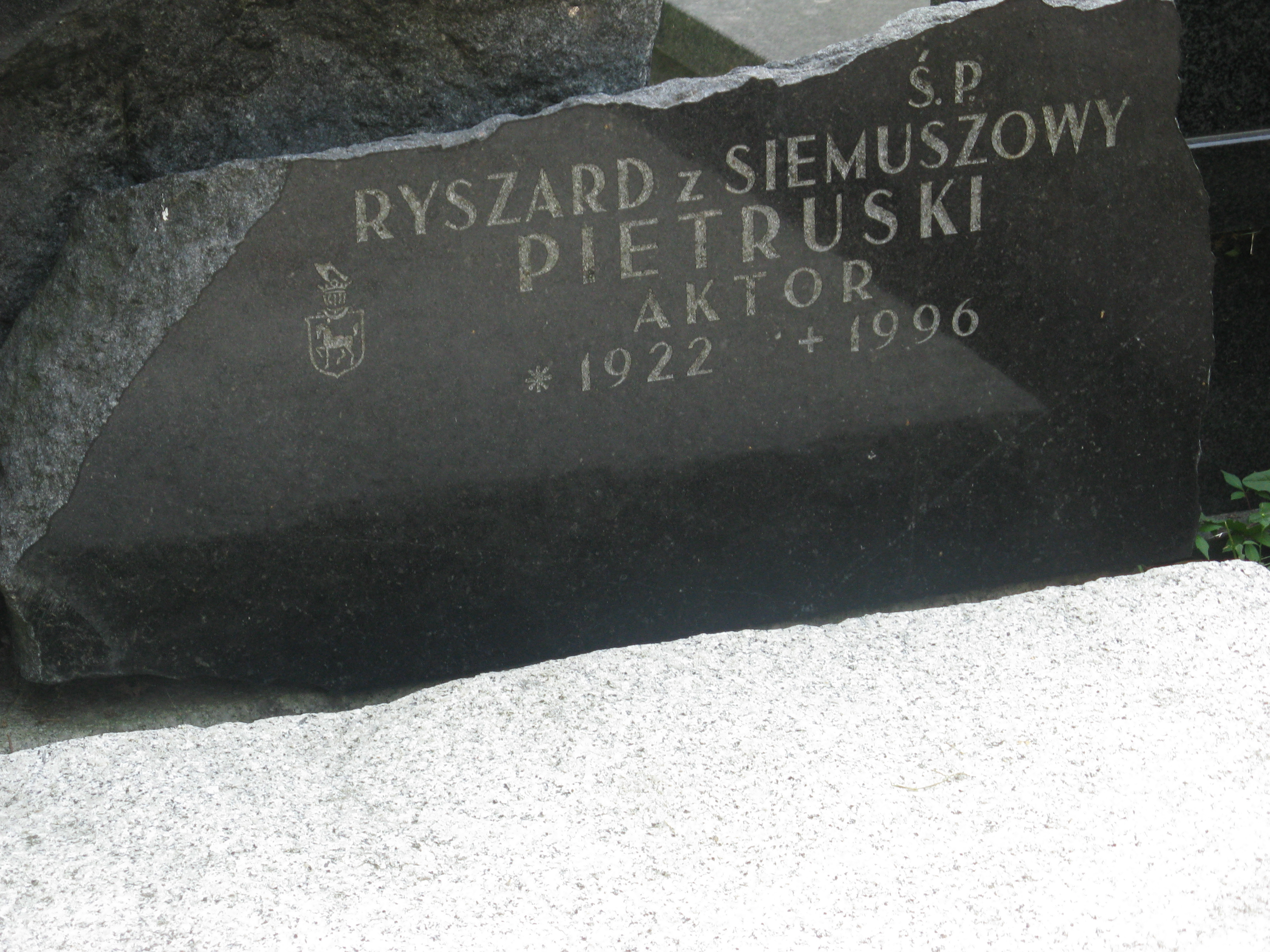
Grób Ryszarda Pietruskiego na Cmentarzu Wojskowym na Powązkach

Dzieciństwo i młodość spędził we Lwowie. Był uczniem Państwowego III Gimnazjum Męskiego im. Króla Stefana Batorego. W czasie II wojny światowej pracował we Lwowie, jako kelner w restauracji. W 1944, po powtórnym zajęciu Lwowa przez Armię Czerwoną, wstąpił do Wojska Polskiego i walczył jako żołnierz 4 Dywizji Piechoty. Brał udział m.in. w wyzwoleniu Warszawy i w bitwie o Kołobrzeg. Niektóre biogramy podają, iż brał także udział w bitwie pod Lenino, aczkolwiek jest to wątpliwe, zważywszy że bitwa pod Lenino odbyła się w październiku 1943, zaś Ryszard Pietruski rozpoczął służbę w LWP dopiero w 1944 roku.
Po wojnie uczył się w Miejskiej Szkole Dramatycznej w Warszawie. W 1948 zdał aktorski egzamin eksternistyczny. W latach 1978–1988 był dyrektorem Operetki Warszawskiej.
Pierwszą żoną była aktorka Maria Homerska, z którą miał córkę Magdalenę. Drugą żoną była architekt Hanna Buczkowska-Pietruska (1942–2022).
Zmarł na zawał serca. Został pochowany na cmentarzu Powązki Wojskowe w Warszawie (kwatera G-14-7).

## Kariera zawodowa
- Teatr Muzyczny Domu Wojska Polskiego, Warszawa (1947 aktor)
- Teatr Miejski im. Stefana Jaracza, Olsztyn (1947–1948 aktor)
- Teatr im. Stefana Żeromskiego, Kielce-Radom (1948–1950 aktor)
- Państwowe Teatry Dramatyczne, Szczecin (1950–1955 aktor)
- Teatr Dzieci Warszawy, Warszawa (1950–1950 aktor)
- Teatr im. Juliusza Słowackiego, Kraków (1955–1959 aktor)
- Teatr Klasyczny, Warszawa (1959–1967 aktor)
- Teatr Dramatyczny, Warszawa (1967–1979 aktor)
- Operetka Warszawska, Warszawa (1978–1979 dyrektor naczelny)
- Operetka Warszawska, Warszawa (1979–1988 dyrektor naczelny i artystyczny)
- Operetka Warszawska, Warszawa (1988–1989 asystent reżysera)

## Filmografia
- 1956: Trzy kobiety jako szofer szabrownik
- 1958: Pigułki dla Aurelii jako szofer Michalak
- 1958: Popiół i diament jako robotnik w cementowni
- 1959: Zobaczymy się w niedzielę jako strażak Felek
- 1959: Wspólny pokój jako Mieciek Stukonis
- 1959: Miejsce na ziemi jako milicjant
- 1960: Walet pikowy jako właściciel kina
- 1960: Szczęściarz Antoni jako wysłannik Ministerstwa Kultury w sprawie czołgu
- 1960: Powrót jako reporter radiowy
- 1960: Nikt nie woła jako Zygmunt
- 1960: Historia współczesna jako Władysław Zabielski
- 1961: Dwaj panowie N jako sierżant Jagielski
- 1961: Droga na Zachód jako Zadora, żołnierz z eskorty pociągu
- 1962: Jadą goście jadą... jako kierowca Józek
- 1962: Gangsterzy i filantropi jako Alojzy Superata
- 1963: Skąpani w ogniu − Baruda
- 1963: Ostatni kurs − Adam, członek bandy
- 1963: Naganiacz − Jaworek
- 1963: Mam tu swój dom − Kasprzyk
- 1963: Kryptonim Nektar − Struć, wspólnik Fagasa
- 1963: Daleka jest droga − strzelec Golik
- 1964: Prawo i pięść jako Wijas
- 1964: Rachunek sumienia jako major Paweł, dowódca oddziału
- 1964: Pięciu jako strzałowy Bernard Kałus
- 1964: Panienka z okienka jako oberżysta
- 1964: Barwy walki jako Brzoza, delegat PPR z Warszawy
- 1964: Barbara i Jan jako właściciel fałszywej kolektury „Toto Lotka”, szef szajki (odc. 2)
- 1965: Wyspa złoczyńców jako „fotograf amator” Karol
- 1965: Święta wojna jako porucznik Sucharek
- 1965: Sobótki jako kolejarz Drewniak
- 1965: Popioły jako przewoźnik na rzece
- 1965: Podziemny front jako major Paweł (odc. 7)
- 1965: Lekarstwo na miłość − Osiemnastka, członek szajki
- 1965: Dzień ostatni dzień pierwszy − sierżant Grzegorz
- 1966: Chudy i inni jako „Pryszczaty”
- 1966: Gdzie jest trzeci król jako Karol Wilczkiewicz, zastępca kustosza muzeum
- 1966: Bariera jako oberkelner
- 1967: Ślepy tor jako inżynier Zniesławski
- 1967: Ojciec jako uczestnik narady u ojca Zenubiusza
- 1967: Kwestia sumienia jako wartownik
- 1967: Kiedy miłość była zbrodnią
- 1967: Długa noc jako policjant Wasiak
- 1967: Cześć kapitanie jako wywiadowca Milicji Obywatelskiej
- 1968: Stawka większa niż życie jako porucznik Lewis (odc. 18)
- 1968: Wilcze echa jako Łycar, więzień UPA
- 1968: Ostatni po Bogu jako prokurator Krawczyk
- 1968: Pożarowisko jako gość Rojeckich
- 1968: Gra jako pan młody
- 1968: Człowiek z M-3 jako agent PZU
- 1969: Zbrodniarz, który ukradł zbrodnię jako Jerzy Pałka, kierownik domu handlowego
- 1969: Nowy jako fotograf
- 1969: Do przerwy 0:1 jako kierowca nysy (odc. 5)
- 1969: Przygody pana Michała jako karczmarz Perymowicz (odc. 9)
- 1969: Paragon gola jako kierowca nysy
- 1969: Polowanie na muchy jako właściciel szklarni w Nieporęcie
- 1969−1970: Gniewko, syn rybaka jako Hanysz
- 1970: Wakacje z duchami jako „Pikasiak”
- 1970: Rejs jako kapitan statku
- 1970: Dzięcioł jako dyrektor, szef Stefana
- 1970: Epilog norymberski jako Ernst Kaltenbrunner
- 1970: Prawdzie w oczy jako członek brygady Klisia
- 1970: Lokis. Rękopis profesora Wittembacha jako woźnica
- 1970: Doktor Ewa jako mechanik Stefan Bratkowski
- 1970: Album polski jako mężczyzna jadący do Warszawy
- 1971: Podróż za jeden uśmiech jako kierownik ośrodka „Kmita” (odc. 7)
- 1971: Złote koło jako Skoczylas, major MO
- 1971: Obcy w lesie jako leśniczy Zenon Kaleta
- 1971: Kryształ jako Aleksander Walenciak
- 1971: Kłopotliwy gość jako mąż „chorej” referentki „od kluczy”
- 1971: Pięć i pół bladego Józka jako recepcjonista Mietek
- 1972: Podróż za jeden uśmiech jako kierownik ośrodka „Kmita”
- 1972: Kwiat paproci jako przedsiębiorca budowlany Franek
- 1973: Czarne chmury jako wachmistrz Kacper Pilch
- 1973: Ciemna rzeka jako Aleksander, komendant posterunku MO
- 1974: Najważniejszy dzień życia jako Heniek Grzelak (odc. 1)
- 1974: Gniazdo jako Derwan
- 1974–1977: Czterdziestolatek jako dyrektor Mietek Powroźny oraz jako mechanik samochodowy (odc. 6)
- 1975: W środku lata jako weterynarz Jeremi Burda
- 1976: Brunet wieczorową porą jako Dzidek Krępak
- 1977: Wszyscy i nikt jako Kobra
- 1978: Życie na gorąco jako komisarz Alberto Biggini (odc. 8)
- 1979: Golem jako agent udający kominiarza
- 1979: Aria dla atlety jako śpiewak Baptisto Messalini
- 1979: Klucznik jako rolnik
- 1979: Operacja Himmler jako Adolf Hitler
- 1980: Grzechy dzieciństwa jako ojciec Józia
- 1981: Najdłuższa wojna nowoczesnej Europy jako Edward Heinrich Flottwelll (odc. 2 i 3)
- 1981: Yokohama jako urzędnik w ambasadzie radzieckiej
- 1981: Stacja jako działacz
- 1981: Limuzyna Daimler-Benz jako wuj Leon Sobierajski
- 1982: Pajęczyna jako towarzysz
- 1983: Alternatywy 4 jako przedstawiciel spółdzielni mieszkaniowej (odc. 1-3)
- 1984: Smażalnia story jako dyrektor fabryki szczotek
- 1987: Anioł w szafie jako kierownik produkcji Pelikan
- 1989: Janka jako przedsiębiorca chcący założyć z Bromskim pocztę lotniczą
- 1989: Bal na dworcu w Koluszkach jako Walerek
- 1990: Europa, Europa jako Adolf Hitler w śnie
- 1990: Seszele jako śpiewak występujący w roli Don Jose
- 1990: Janka jako przedsiębiorca chcący założyć z Bromskim pocztę lotniczą
- 1991: Panny i wdowy jako lekarz przyjmujący poród Manii (odc. 1)
- 1991: Szwedzi w Warszawie jako Piotr Rafałowicz
- 1992: Psy jako adwokat Jaromił
- 1993: Lepiej być piękną i bogatą jako dyrektor fabryki
- 1993: 40-latek. 20 lat później jako Mietek Powroźny
- 1994: Szczur jako senator, juror konkursu
- 1996: Wirus jako psychopata w mieszkaniu Ewy

## Odznaczenia
- Krzyż Oficerski Orderu Odrodzenia Polski (1984)
- Krzyż Kawalerski Orderu Odrodzenia Polski (1975)
- Medal 30-lecia Polski Ludowej (1975)
- Srebrny Medal „Za Zasługi dla Obronności Kraju” (1975)
- Odznaka „Zasłużony Działacz Kultury” (1977)
- Odznaka honorowa „Za Zasługi dla Warszawy” (1975)